# ニコロ・アマティ

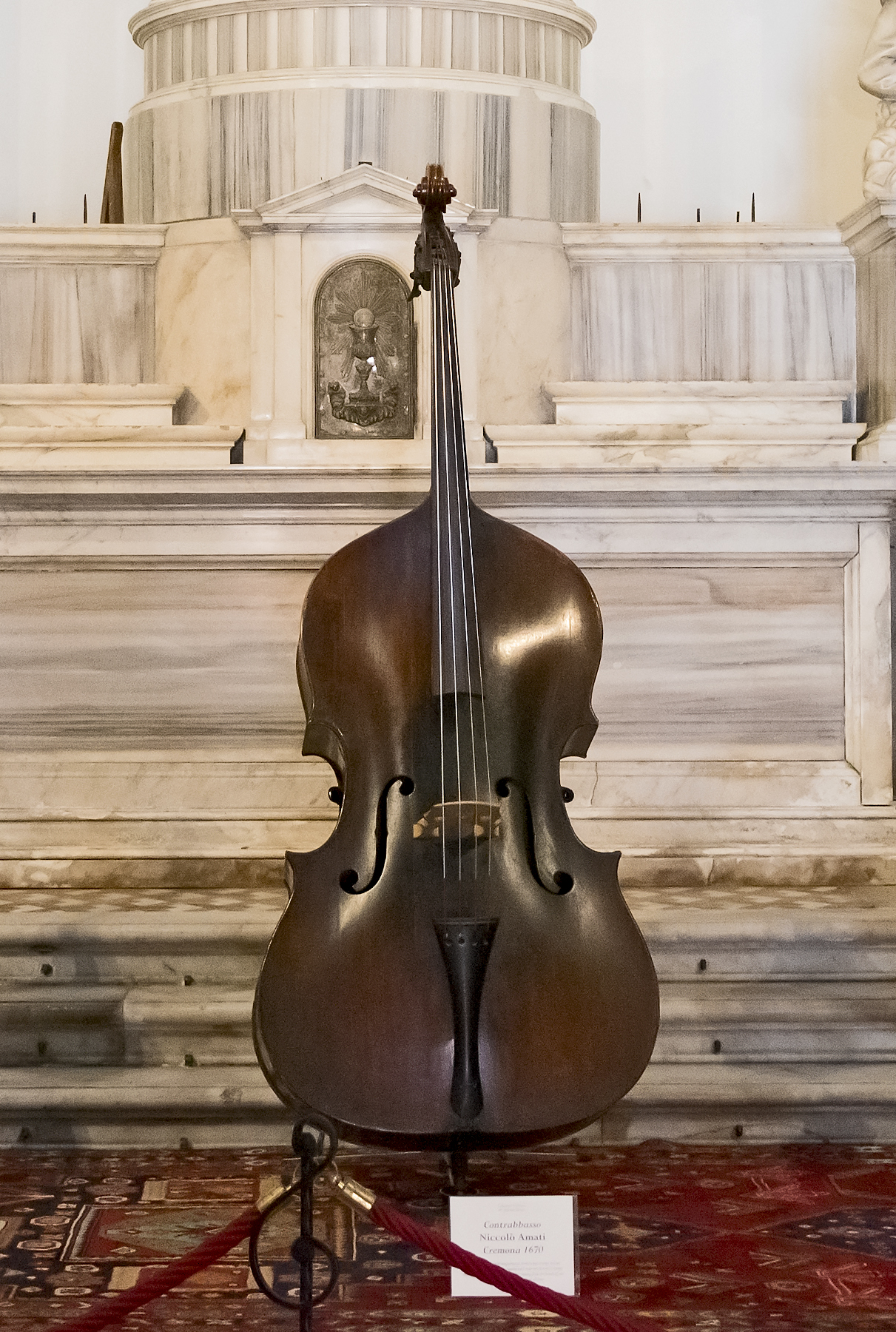
Niccolò Amati - コントラバス

ニコロ・アマティ（Nicolo Amati、1596年12月3日 - 1684年4月12日）は、17世紀イタリアのヴァイオリン製作者である。祖父はクレモナの弦楽器製作の始祖的役割を果たしたアンドレア・アマティ、父はジローラモ・アマティである。

## 家系
アマティ家はヴァイオリン製作を家業とする以前は、地方の豪族であった。アンドレア・アマティが、ヴァイオリン型弦楽器を設計したレオナルド・ダ・ヴィンチに近い木工細工職人から技術を習得した、と言われる。アマティ一族の中で著名な弦楽器製作家として、ニコロの息子のクレモナのジローラモ・ヒエロニムス・アマティや、ボローニャの牧師ドン・ニコロ・アマティらがいる。

## ニコロ・アマティのヴァイオリン
ニコロはヴァイオリン製作を行ったアマティ一族の中でも最も優秀な作家とされる。彼の楽器は、状態よく保存されていた19世紀までは、アントニオ・ストラディバリやジュゼッペ・グァルネリ（デル・ジェス）の楽器と並んで、演奏家や収集家に愛されていた。もともとボディ長350mmほどの小さめの楽器を製作したが、後年、353mm程度とそれまでより若干大きい楽器も製作しており、これは"Grand Amati"として特に希少でかつ評価が高い。

## 弟子
弟子として、アントニオ・ストラディバリやアンドレア・グァルネリ、ピアノフォルテを開発したバルトロメオ・クリストフォリ（年齢から、別人と考えられている）、パオロ・グランチーノ、アレッサンドロ・ガリアーノ、フランチェスコ・ルジェッリほか、数多くの名工がいる。